# Fougerolles-du-Plessis
 Fougerolles-du-Plessis  es una población y comuna francesa, en la región de Países del Loira, departamento de Mayenne, en el distrito de Mayenne y cantón de Landivy.

## Demografía
| 1673 | 1701 | 1645 | 1773 | 1745 | 1566 |
| Para los censos de 1962 a 1999 la población legal corresponde a la población sin duplicidades (Fuente: INSEE [Consultar]) |      |      |      |      |      |